# 非洲大陸自由貿易區
非洲大陸自由貿易區（AfCFTA）（英語:African Continental Free Trade Area）是是一個涵蓋非洲大部分地區的自由貿易區。2018年由非洲大陸自由貿易協定建立，該協定有43個締約方和另外11個簽署國，使其成為繼世界貿易組織之後成員國數量最多的自由貿易區，也是人口最多的地方性自由貿易區和最大地理規模，範圍涵蓋非洲大陸的13億人口。
成立AfCFTA的協議由非洲聯盟 (AU) 促成，並於 2018年3月21日由其 55 個成員國中的 44 個在盧旺達基加利簽署。該提案將在 22 個簽署國批准後 30 天生效。在 2019 年 7 月 7 日的峰會後進入運作階段，並於 2021 年 1 月 1 日正式開始。AfCFTA 的談判和實施由設在加納阿克拉的常設秘書處監督。
迄今为止，贝宁、利比亚、马达加斯加、索马里、苏丹和南苏丹6国已签署自贸区协定但尚待批准。厄立特里亚是唯一没有签署自贸区协定的非盟国家，因其与邻国（也是协定保存国）埃塞俄比亚之间存在边界争端，但2018年两国会议签署了和平协定，使其可以考虑未来加入协定。